# Karel Brušák
Karel Brušák (2. července 1913 Praha – 3. června 2004 Londýn) byl český spisovatel, novinář, překladatel a literární vědec.

## Život
Vystudoval Univerzitu Karlovu, v roce 1933 literárně debutoval knihou Opojná mlha. Zúčastnil se španělské občanské války, působil v pařížském Musée de l'Homme, od roku 1940 žil v Anglii a pracoval jako redaktor a hlasatel pro české vysílání BBC. Po osvobození Československa se krátce vrátil do vlasti, pak ale - ještě před Únorem 1948 - natrvalo přesídlil do Británie. V letech 1962–1999 přednášel bohemistiku na Univerzitě v Cambridgi, mezi jeho žáky byl Richard Drury nebo Robert Pynsent. Pro české vysílání BBC pracoval jako hlasatel, komentátor a autor. Byl osobním přítelem Egona Hostovského. V závěru života se zapojil do činnosti kanadské Společnosti Vítězslavy Kaprálové, jejímž cílem je podporovat ženské skladatelky. Ani po Listopadu 1989 se do Česka již nevrátil, podle vlastních slov se v něm již cítil cizincem.
Zemřel 3. června 2004 v Londýně ve věku 90 let. Pohřben byl v Česku, na pražských Olšanských hřbitovech.

## Dílo

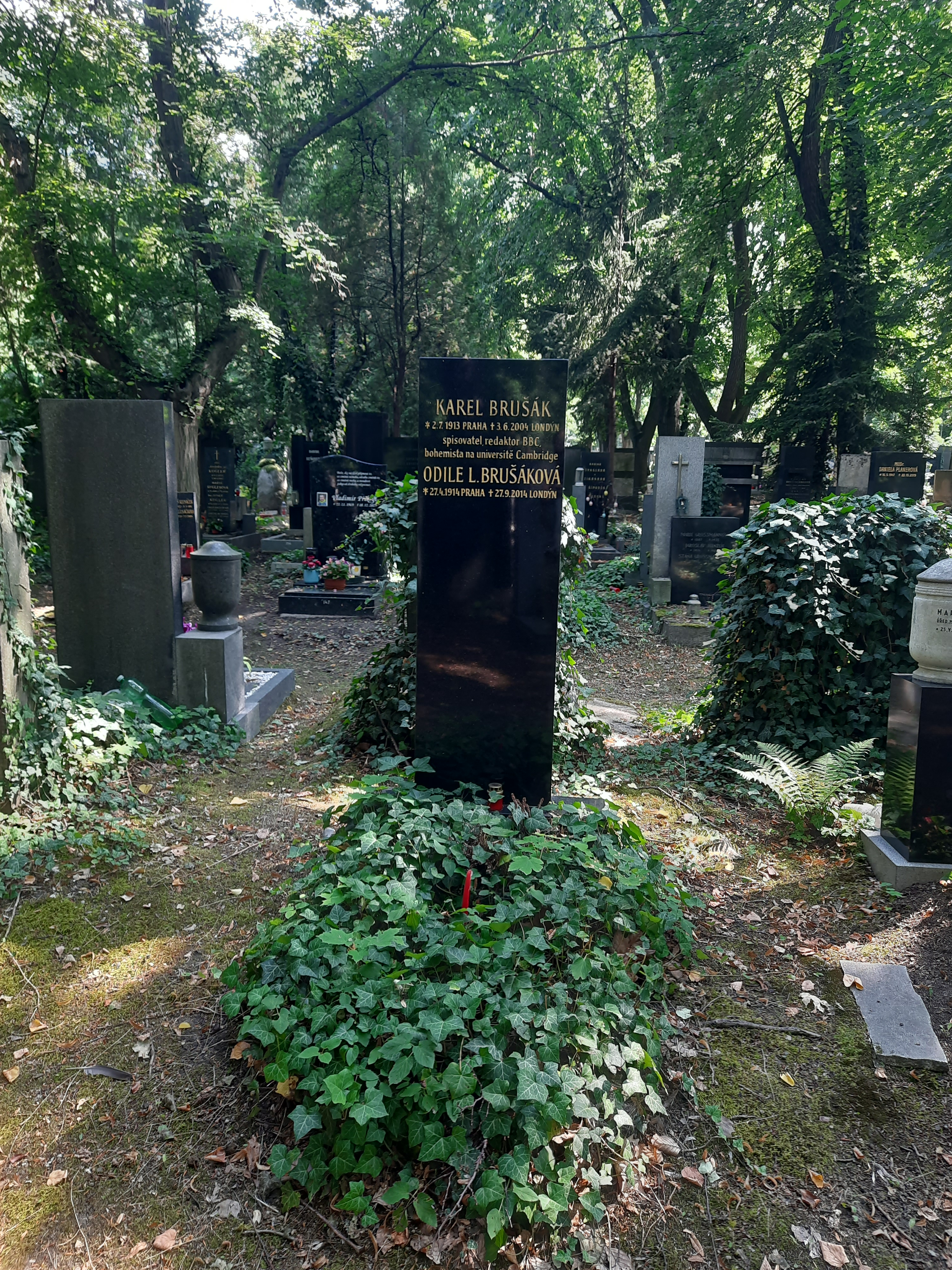
Hrob Karla Brušáka na Olšanských hřbitovech

Badatelsky se věnoval avantgardě i středověké literatuře, psal básně, povídky, rozhlasové a divadelní hry, libreto k opeře Karla Janovického Nejzazší plavba, eseje i aktuální komentáře. V roce 2010 vydalo nakladatelství Cherm knihu Karel Brušák: Básnické a prozaické dílo. Ve svém básnictví začínal proletářskou poezií, poté přešel k surrealismu, v Anglii psal verše úvahové a rozumové. V próze byl na počátku své tvorby ovlivněn dekadenty.